# Doctor (曲)
「Doctor」（ドクター）は、佐野元春42作目のシングルで、佐野元春 & The Hobo King Bandとして、1998年4月22日に、Epic/Sony Records / M's Factoryから発売された。

## 概要
「ドクター」と、カップリング曲の「誰も気にしちゃいない」はアルバム『THE BARN』からのシングルカット。
もう1曲のカップリング曲「ヤング・フォーエバー (アコースティック ヴァージョン)」は、前作「ヤング・フォーエバー -Young Forever-」のアコースティック ヴァージョン。
ジャケット写真は、帽子を被りサングラスをした佐野の横顔が写っている。佐野にとって最後の8cmCDシングルとなった。
「これも僕の妹に関する歌で、タイトル通り、僕が医者だったら、彼女を救えたかもしれない、と考えたら自然とできた曲。実は僕は父親に次いで当時妹もなくしてしまっていた。ちょうどアルバム『THE BARN』を製作する数ヵ月前のことだった。」

## 収録曲
- 全作詞・作曲・編曲：佐野元春

1. ドクター
2. 誰も気にしちゃいない
3. ヤング・フォーエバー (アコースティック ヴァージョン)